# Kościół Ewangelicko-Augsburski w Prószkowie
Kościół Ewangelicko-Augsburski – ewangelicko-augsburski kościół filialny, położony w Prószkowie, gmina Prószków w powiecie opolskim.
Kościół należy do parafii ewangelicko-augsburskiej w Opolu w diecezji katowickiej.

## Historia kościoła
Informacje o protestantach w Prószkowie pochodzą z XVII wieku. Początkowo nabożeństwa i kazania odbywały się w domu zarządca majątku króla Fryderyka Wielkiego, radcy Jana Bogumiła Leopolda. W 1793 roku kaznodzieją prószkowskiej parafii (wówczas zbór w Prószkowie był samodzielną parafią), został Fryderyk Fromhold. Nauki jednak nadal odbywały się w domach wiernych. W 1866 roku zbudowano kościół i plebanię. Koniec protestantów w Prószkowie przyniosła II wojna światowa. W 1945 roku, po zakończeniu działań wojennych, zbór nie wznowił już działalności. Plebania została przekształcona w Ośrodek Zdrowia, kościół do dzisiaj stoi pusty, a niewielki ewangelicki cmentarz przejęły prószkowskie władze samorządowe.